# MAKO
MAKO（1986年10月7日—）是東京都出身的女性歌手、声優。I'm Enterprise所属。
本名是櫻井真子，血型是O型，星座是天秤座。2005年3月以品川星星女子高等学校毕业，2009年3月于跡見学園女子大学文學部臨床心理學畢業。

## 人物
- 興趣是占卜和煲電話粥。
- 特長是消磨時間，能什麽都不做的在家呆一天。
- 被人說性格像任性的小貓。
- 没有百合的属性，但是非常喜欢南里侑香和野上尤加奈。虽然自己不会主动亲吻她们，但是如果她们想要亲吻自己也不会拒绝。[1]
- 是共同出演穿越宇宙的少女的同一事務所的南里侑香的Fans，得到過有南里侑香簽名的寫真集。[2]
- 喜歡的食物是，海膽、鯡魚卵和螃蟹。
- 有養貓。[3]
- 于2014年6月20日在自己的博客中向外界宣布，她本人于近期順利産下一個女孩。此外她還說道，自己早就已經完婚，不過之前並沒有公開發表這件事。[4]

## 主要出演作品
粗体字表示主要角色。

### 电视动画
2005年
- 神樣中學生（一橋由利繪）

2006年
- School Rumble 二学期（一條可憐（第二代））

2008年
- 神薙（店員）
- 今天的五年二班（相原和美）

2009年
- 穿越宇宙的少女（獅子堂秋葉）

2010年
- 花丸幼稚園（小梅）
- K-ON!!（同班同學〈若王子莓、野島千佳〉）

2011年
- 人家一點都不喜歡啦！（靜留）
- A頻道（比良）
- 眾神中的貓神（芳乃）
- C3 -魔幻三次方-（木乃伊師）

2012年
- 天才麻將少女 阿知賀篇（松實宥）
- 寶石寵物 Kira☆Deco！（查洛特、馬高）
- 其中1個是妹妹！（滋賀）
- 夏色奇蹟（木村祐介）
- 千歲Get You!!（柊雛子）

2013年
- 寶石寵物 Happiness（查洛特）
- 蒼藍鋼鐵戰艦（摩耶）
- 哆啦A夢（女孩子）

2015年
- 俺物語！！（美咲）
- 魔物娘的同居日常（藝人B）

2016年
- 月歌。THE ANIMATION（如月愛）

2017年
- 哆啦A夢（女孩子B）

2018年
- 閃亂神樂 SHINOVI MASTER -東京妖魔篇-（兩奈[5]）

2019年
- Star☆Twinkle 光之美少女（天秤座的公主）

2020年
- 月歌。THE ANIMATION 2 （如月愛）

### OVA
2009年
- 今天的五年二班 放學後（相原和美）

2010年
- 打工聲優！（青柳柑奈）

2017年
- A頻道 +smile（比良）

### 劇場版動畫
2010年
- 歡迎來到宇宙劇場（入管審査）

2011年
- 電影 K-ON!（同班同學〈若王子莓、野島千佳〉）

2012年
- 寶石寵物電影 甜品舞公主（查洛特）

### 遊戲
- 屍體派對 Book of Shadows（大上沙也加）
- 校園迷糊大王第二學期 恐怖的(?)夏合宿！ 洋房出現幽靈！？ 尋找寶物決勝負！！！之巻（一條可憐）
- (PW)Project Witch（日语：(PW)Project Witch）（未來的奶奶（孩子時期））
- 閃亂神樂 少女們的證明（兩奈）
- maimai MiLK( シフォン[6])

2017年
- 碧藍航線（卯月、水無月、三日月）[7][8][9]

### 音乐CD
- （《神樣中學生》片尾曲）
- ツキウタ。 ピンクな雙子（如月愛）

### 广播剧CD
- 今天的五年二班 广播剧CD 第1巻（相原和美）

## 聲優活動
- ちとせげっちゅ!! プレミアム文化祭（2012年11月9日）[10][11]